# Samuel Sharman
Samuel Henry Sharman, detto Sam (Gallatin County, 2 novembre 1879 – Los Angeles, 30 agosto 1951), è stato un tiratore a segno statunitense, vincitore dell'oro olimpico nel tiro a piattello a squadre a Parigi 1924 insieme a Frank Hughes, William Silkworth, Frederick Etchen, John Noel e Clarence Platt.
Nella stessa edizione gareggiò anche nella tiro al piattello individuale classificandosi sesto.

## Palmarès
- Giochi olimpici

Parigi 1924: oro nel tiro a piattello a squadre.